# Peter Hugoe Matthews
Peter Hugoe Matthews, ; generalmente firma sus trabajos como Peter H. Matthews o simplemente Peter Matthews, (Reino Unido, 1934-Cambridge, 7 de abril de 2023) fue un lingüista británico. Es "fellow" del St John's College, Cambridge, y fue profesor y Jefe del Departamento de Lingüística de la Universidad de Cambridge de 1980 hasta 2000.
Matthews es especialmente conocido por sus publicaciones sobre morfología y sintaxis, sobre las que ha publicado varias monografías.
Matthews comenzó su trabajo académico bajo la influencia de Noam Chomsky, pero posteriormente fue perdiendo entusiasmo por la 'empresa generativística' durante los años 1960.

## Publicaciones
- Inflectional Morphology: A theoretical study based on aspects of Latin verb conjugation (1972)[1]
- Morphology: An introduction to the theory of word-structure (1974)
- Generative Grammar and Linguistic Competence (1979)
- Syntax (1981)
- Grammatical Theory in the United States from Bloomfield to Chomsky (1993)
- A Short History of Structural Linguistics (2001)
- The Concise Oxford Dictionary of Linguistics (2005)
- Syntactic Relations: A Critical Survey (2007)